# 3335 Цюаньчжоу
3335 Цюаньчжоу (3335 Quanzhou) — астероїд головного поясу, відкритий 1 січня 1966 року.
Тіссеранів параметр щодо Юпітера — 3,360.